# In Too Deep (Genesis)
In Too Deep is een nummer van de Britse band Genesis uit 1986. Het is de tweede single van hun dertiende studioalbum Invisible Touch.
"In Too Deep" is een rustige ballad. Het nummer werd in het Verenigd Koninkrijk een bescheiden hitje met een 19e positie. In Nederland en Vlaanderen behaalde het nummer geen hitlijsten.